# Memorial das Mulheres do Titanic
O Memorial do Titanic (em inglês:  Women's Titanic Memorial) é um monumento de granito no sudoeste de Washington, D.C. erguido em memória dos homens que deram a vida para salvar as mulheres e crianças  do acidente com RMS Titanic, que foram salvas graças a colaboração de outros tripulantes.
A imagem de dez metros de altura representa um homem com os braços estendidos. O monumento foi inaugurado em 26 de maio de 1931 em memória as vítimas do desastre do RMS Titanic e em homenagem aos homens que deram suas vidas pelas das suas mulheres e crianças. Foi adicionado como um objeto no Registro Nacional de Lugares Históricos em 12 de outubro de 2007.
O memorial actualmente está localizado na Rua P (P Street como é conhecida) na zona sudoeste da cidade de Washington, ao lado do canal, perto do Forte Lesley J. McNair. Foi projectado por Gertrude Vanderbilt Whitney, que venceu o concurso público em comissão, e esculpido por John Horrigan.
O monumento foi, enfim, erguido em 26 de maio de 1931, por Helen Herron Taft. Inicialmente situava-se na Avenida New Hampshire, ao longo do rio Potomac, mas em 1966 foi removido para o local onde se ergue agora, o "Kennedy Center". Contudo, foi transportado para a sua actual localização em 1972. Apesar de seus deslocamentos sempre permaneceu na região sudoeste de Washington.
Uma réplica da cabeça da estatua, foi esculpida em mármore e exibida em Paris, em 1921. A réplica foi adquirida pelo Governo Francês e abrigada no Musée du Luxembourg.
Em Titanic, de 1997 (dirigido por James Cameron), há uma cena em que os actores Leonardo Di Caprio e Kate Winslet imitam, como seus personagens, a pose da estátua na proa do transatlântico.

## As Inscrições
Além da estatua, há duas inscrições em inglês que fazem parte do memorial em honra a todos que ajudaram a resgatar vítimas do naufrágio.
| Em inglês | Em português |
| --- | --- |
| “TO THE BRAVE MEN WHO PERISHED IN THE WRECK OF THE TITANIC APRIL 15 1912 THEY GAVE THEIR LIVES THAT WOMEN AND CHILDREN MIGHT BE SAVED” ERECTED BY THE WOMEN OF AMERICA | “AOS BRAVOS HOMENS QUE PERECERAM NO NAUFRÁGIO DO TITANIC 15 DE ABRIL DE 1912 DERAM AS SUAS VIDAS PARA QUE MULHERES E CRIANÇAS PUDESSEM SER SALVOS” ERGUIDO PELAS MULHERES DA AMÉRICA |

| Em inglês | Em português |
| --- | --- |
| “TO THE YOUNG AND THE OLD THE RICH AND THE POOR THE IGNORANT AND THE LEARNED ALL WHO GAVE THEIR LIVES NOBLY TO SAVE WOMEN AND CHILDREN” | “PARA OS JOVENS E IDOSOS OS RICOS E POBRES OS IGNORANTES E INSTRUÍDOS TODOS QUE DERAM AS SUAS NOBRES VIDAS PARA SALVAR MULHERES E CRIANÇAS” |